# Sotresgudo (kommunhuvudort)
Sotresgudo är en kommunhuvudort i Spanien.   Den ligger i provinsen Provincia de Burgos och regionen Kastilien och Leon, i den norra delen av landet, 240 km norr om huvudstaden Madrid. Sotresgudo ligger 872 meter över havet och antalet invånare är 626.
Terrängen runt Sotresgudo är platt söderut, men norrut är den kuperad. Terrängen runt Sotresgudo sluttar söderut. Runt Sotresgudo är det mycket glesbefolkat, med 4 invånare per kvadratkilometer. Närmaste större samhälle är Herrera de Pisuerga, 12,6 km väster om Sotresgudo. Trakten runt Sotresgudo består till största delen av jordbruksmark.